# God of Cookery
God of Cookery (食神) è un film del 1996 diretto da Stephen Chow e Lik-Chi Lee.

## Trama
Un brillante chef ("The God of Cookery") perde il suo titolo quando uno chef rivale e geloso lo accusa di imbrogliare e lo umilia in pubblico: da qui inizierà la lenta risalita del protagonista per sfidare il suo concorrente e provare al mondo chi sia il vero maestro della gastronomia.